# Sophie-Clémence de Lacazette
Sophie-Clémence de Lacazette (Lyon, 20 septembre 1774 - Paris, 27 octobre 1854) est une artiste peintre française.
Elle est l’élève de Jean-Baptiste Regnault et de Jean-Baptiste Jacques Augustin.
Elle meurt à Paris le 27 octobre 1854 et est enterrée au cimetière du Père-Lachaise.

Miniature (Aquarelle).